# 日常生活困難
日常生活困難（にちじょうせいかつこんなん）とは、傷病や障害などで、日常生活が困難であり、援助や保障などが必要な状態を意味する用語である。日常生活困難は、社会生活困難に加え、家事や身近な人との付き合いなども含まれる。

## 概要
医師による診断書や書類などに用い、援助や各種保障などを受ける際に、使用される用語である。
港区などでは、日常生活困難である高齢者向けに、高齢者家事援助サービスを実施している。また、傷病による日常生活困難の度合いの調査などが行われている。聖マリアンナ医科大学難病治療研究センターでは、慢性疲労症候群患者の日常生活困難度の調査を行い、行政への要望として、病気の研究や認知、社会保障を挙げている。